# Áed Allán
Áed Allán, o Áed Allán mac Fergaile (... – 743), è stato un re irlandese di Ailech dell'VIII secolo, che, secondo alcuni, sarebbe stato anche re supremo d'Irlanda.
Era figlio di Fergal mac Máele Dúin e membro dei Cenél nEógain, ramo degli Uí Néill del nord.
Fergal fu ucciso insieme ai suoi seguaci nella battaglia di Almain (722), combattuta contro Murchad mac Brain degli Uí Dúnlainge, re del Leinster. A quel tempo il sovrano degli Uí Néill del nord era  Flaithbertach mac Loingsig dei Cenél Conaill. Áed Allán affrontò Flaithbertach nella battaglia di Mag Itha (734) in cui fu sconfitto. Tuttavia, Flaithbertach abdicò o fu deposto poco dopo e si chiuse in monastero ad Ard Macha (Armagh).
Il primo requisito necessario per essere riconosciuto come re supremo era il successo in battaglia e Áed Allán affrontò gli Ulaid di Áed Róin dei Dál Fiatach a Fochairt, vicino a Dundalk. I sovrani degli Ulaid controllavano a quel tempo gran parte dell'Ulster orientale, mentre i Cenél nEógain l'area centrale dell'odierna contea di Tyrone. Áed Allán sconfisse gli Ulaid, uccidendo Áed Róin e il sovrano degli Uí Echach Cobo.
Nel 737, Áed Allán incontrò il re Eóganachta Cathal mac Finguine a Terryglass, forse un territorio neutro fuori dal controllo di entrambi i sovrani. Secondo Byrne è improbabile che Cathal, re del Munster, abbia riconosciuto l'autorità di Áed Allán — gli Uí Néill avevano infatti poca influenza nel sud — ma se Cathal si aspettava un qualche beneficio da questo incontro, in cui accettò forse la supremazia ecclesiastica di Armagh, rimase comunque scontento. È probabile che l'incontro abbia più che altro riguardato questioni ecclesiastiche.
Nel 738, Áed Allán combatté contro gli eserciti del Leinster nella battaglia di Áth Senaig, in cui Áed Allán fu ferito e il re del Leinster, Áed mac Colggen degli Uí Cheinnselaig, ucciso. Bran Bec degli Uí Dúnlainge, figlio di quel Murchad mac Brain che era stato sconfitto dal padre di Áed Allán nel 722, fu ucciso a sua volta: questa disfatta sembra aver mandato in frantumi gli Uí Chennselaig, come, per circa tre secoli dopo la battaglia di Áth Senaig, gli Uí Dúnlainge detennero il potere regale nel Leinster.
Áed Allán morì nel 743, nella battaglia di Seredmag, sconfitto da Domnall Midi del clan Cholmáin.  Sul trono di Ailech gli succedette il fratello Niall Frossach, mentre la lista dei sovrani supremi, almeno quella presente negli Annali dei Quattro Maestri, elenca Domnall Midi come suo successore.